# Michel Orier
Michel Orier est un ingénieur du son et administrateur français, né en 1958. Il a été directeur général de la Création artistique au ministère de la Culture en France, de 2012 à 2015.

## Biographie
Michel Orier est d'abord ingénieur du son au Centre de recherche de l'image et du son, CREAR-CERIS. 
Impliqué dans le monde du jazz, il fonde et dirige le festival d'Amiens (1982-2000) puis un label discographique : Label Bleu en 1986. Ouvrant le label aux musiques du monde, il produira plus de deux cents albums. Très vite Label Bleu deviendra la maison de nombreux musiciens (Michel Portal, Henri Texier, Aldo Romano, George Russell, etc.) et le tremplin de la nouvelle génération d'artistes tels que Bojan Z, Marc Ducret, Julien Lourau, etc. La collection Indigo, dont il confie la direction artistique à Christian Mousset, permettra la découverte ou la redécouverte d'artistes du continent africain (Boubacar Traoré, le Super Rail Band de Bamako, Rokia Traoré, etc.).
Il est directeur de la Maison de la culture d'Amiens de 1991 à 2000 et conduira le chantier de rénovation d'une des premières maisons de la culture, construite par André Malraux. Durant cette période, il est l'ingénieur et producteur, au sein de la MC d'Amiens, d'un album de jazz devenu culte, Carnet de routes, du trio Aldo Romano-Louis Sclavis-Henri Texier.
Impliqué dans l'observation et la mise en œuvre des politiques culturelles, il préside la commission nationale sur le jazz et les musiques improvisées (1993-2000), est membre de la commission présidé par Jacques Rigaud pour la refondation des politiques culturelles  puis préside le Syndicat national des entreprises artistiques et culturelles (Syndeac) (1999-2000).
Il abandonne la plupart de ses prérogatives en 2000 quand il devient conseiller technique chargé du spectacle vivant au cabinet de la ministre de la Culture Catherine Tasca, au sein du gouvernement Lionel Jospin.
En 2002, il dirige de nouveau une maison de la Culture, celle de Grenoble (MC2), dans un contexte difficile.Il ménera à son terme un chantier de requalification de 42 M€ et rouvrira en 2004 une institution qui est devenue depuis la première scène nationale de France.
Le 22 août 2012, il est nommé directeur général de la Création artistique au ministère de la Culture. Il succède à Georges-François Hirsch. Il quitte ce poste le 4 janvier 2016 pour devenir inspecteur général des affaires culturelles au Ministère de la Culture et de la Communication.
Il est nommé directeur de la musique et de la création à Radio France le 24 février 2016.

## Distinctions

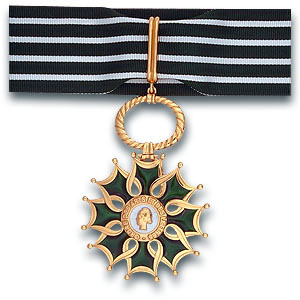

2014 : Commandeur des Arts et des Lettres